# 大澤健一
大澤 健一 （おおさわ けんいち、1954年1月1日 - ）は、日本の指揮者・テューバ奏者・編曲家。吹奏楽分野で活動。

## 来歴
東京都新宿区出身。玉川学園を経て国立音楽大学卒業。
国立音楽大学でテューバ・編曲・器楽指導法を学ぶ。国立音楽大学3年生より東京シティ・フィルハーモニック管弦楽団テューバ奏者となり武岡賞受賞して卒業。各プロオーケストラで演奏活動、東京佼成ウインドオーケストラにて、桂冠指揮者、フレデリック・フェネルと共演した事が機になり、指揮者として活動。
指揮法を高階正光、クルト・レーデル、フレデリック・フェネル、湯浅雄二に師事。
2005年より国立音楽大学のウインドアンサンブル研究会の常任指揮者として、定期演奏会を指揮。様々なソリストと共演をしている。
2006年国立音楽大学のくにたちウインズ台湾演奏旅行で指揮者を務め、嘉義市国際音楽祭など3都市で公演。
2007年よりハーツ・ウインズ指揮者、2012年より同楽団音楽監督。定期演奏会では、吹奏楽の貴重な作品を毎回取り上げている。
国立音楽大学、桐朋学園短期大学講師、亜細亜大学客員教授。亜細亜大学吹奏楽団常任指揮者。日本吹奏楽指導者協会会員。日本管打・吹奏楽学会会員。

## レパートリー
レパートリーは古典音楽から現代音楽、ポップ・ミュージック、映画音楽、Jazzと幅広く、管楽合奏曲の研究と演奏を主に、グスターヴ・ホルスト、ヴォーン＝ウィリアムズ、パーシー・グレインジャーなど英国音楽や、兼田敏や保科洋など邦人作曲家の作品の紹介に力を注いでいる。また、2011年青山学院大学にて開催された、「グレインジャー音楽祭」では指揮をしている。